# Sant Cugat d'Ivorra
Sant Cugat d'Ivorra és l'església parroquial d'Ivorra (Segarra) inclosa en l'Inventari del Patrimoni Arquitectònic de Catalunya.

## Descripció
L'església de Sant Cugat, es troba a la part alta de la vila d'Ivorra, construïda de nova planta al mateix emplaçament que l'anterior d'estil romànic.
De planta rectangular o congregacional, impulsada per la Contrarreforma per afavorir la situació dels fidels seguint un eix direccional cap a l'altar, coberta a diferents vessants, degut a la presència del cimbori vuitavat al centre i el campanar situat en un angle de la façana principal. Exteriorment, està realitzada amb carreus regulars de mitjanes dimensions rejuntats amb morter, combinat amb la presència de carreus de majors dimensions a les cantoneres, rosassa i portada. Les façanes laterals estan sobrealçades al centre que és on hi ha ubicat el cimbori, cobert a vuit vessants. Cal destacar la presència d'una cornisa de pedra picada a la part superior i que recorre tot el perímetre de l'edifici, per sota de la qual trobem una petita motllura que també ressegueix tot el perímetre com a únics elements decoratius.

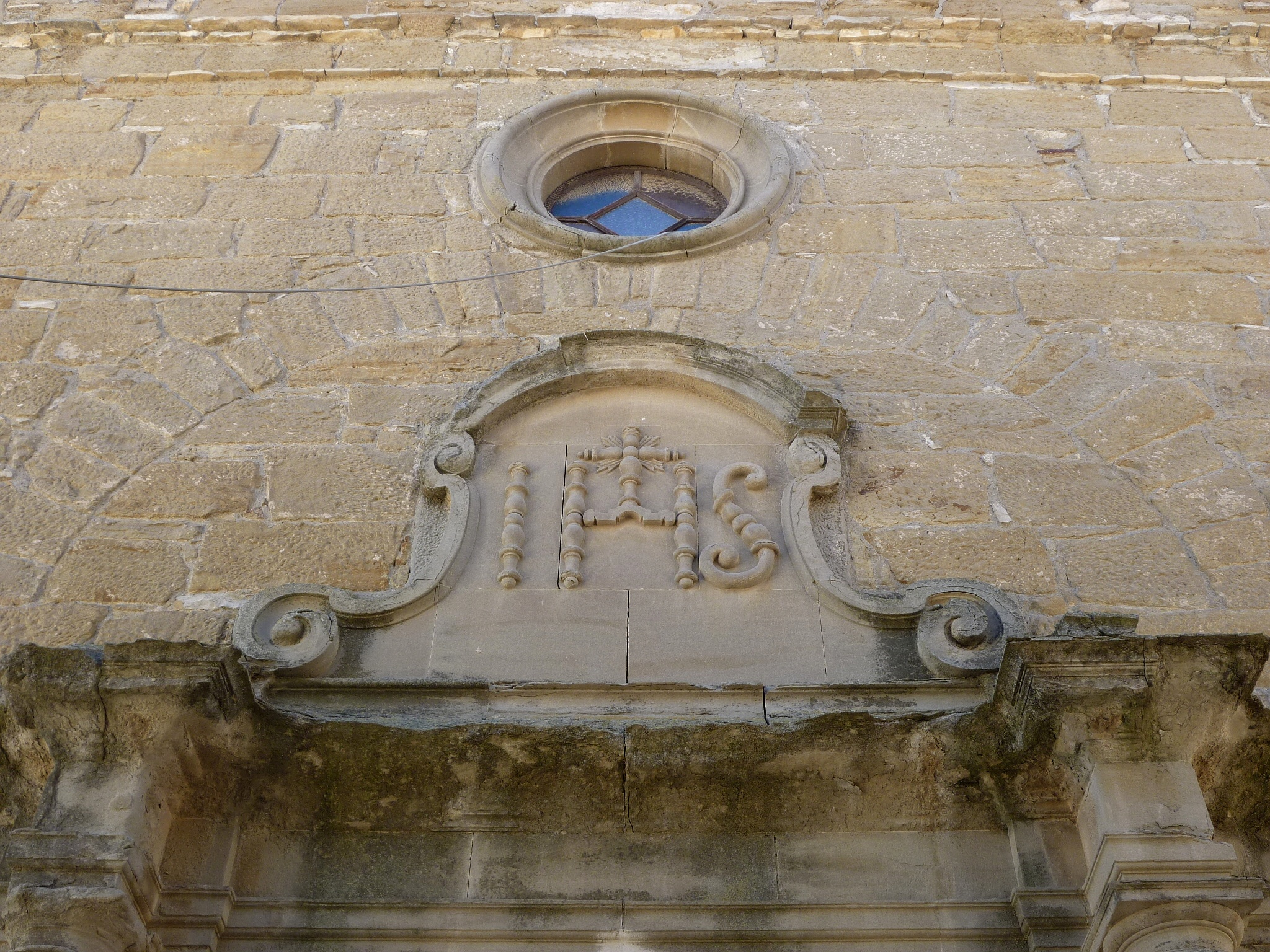
Timpà

A la façana principal cal destacar la portada, que segueix la tipologia d'arc de triomf, amb porta d'arc de mig punt motllurat, flanquejat per dues columnes, amb entaulament superior i timpà de característiques pròpies del barroc, on al seu interior hi ha el nom de Jesucrist en forma d'alt relleu. Per damunt de la portada apareix una rosassa motllurada. La part superior està coronada per un frontó triangular, resseguit per la cornisa que ressegueix tot el temple, així com la motllura inferior, coronat per una creu, i amb la presència al mig de frontó d'un escut heràldic, el qual pertany al llinatge dels Tristany d'Ivorra.
El campanar, situat al costat dret de la façana principal, està realitzat amb carreus regulars de grans dimensions, de planta quadrangular esdevenint octogonal a mitjana alçada a causa de la presència d'un rebaix a cadascuna de les seves cantonades, decorat amb pilastres adossades, per sota de les quals apareix una cornisa motllurada que ressegueix tot el perímetre. A la part superior apareix una balaustrada octogonal, separada per una cornisa motllurada inferior, amb la presència a cada extrem de petits pilarets, rematats per una bola superior.

## Història
El 15 de juny de 1780 començaren les obres de construcció de l'actual església, sota la direcció del solsoní Francesc Pons, aprofitant les restes de l'antiga construcció. Fou consagrada dos anys després, l'1 de juny, pel bisbe de Solsona Rafael Lasala i Locela, que n'havia impulsat la construcció.
Per iniciativa popular el 1982 es renovà la teulada de la parròquia.